# Jean-Yves Riocreux
Jean-Yves Riocreux (Marlhes, 24 febbraio 1946) è un vescovo cattolico francese, dal 13 maggio 2021 vescovo emerito di Basse-Terre.

## Biografia
Monsignor Jean-Yves Riocreux è nato a Marlhes, in Diocesi di Saint-Étienne, il 24 febbraio 1946, da Jean Riocreux, commerciante di legno, e Marie Brunon.

### Formazione e ministero sacerdotale
Ha studiato alla scuola primaria dei fratelli maristi delle scuole "Marcellin-Champagnat" di Marlhes e nel Collège de Valbenoite di Saint-Étienne. Ha poi studiato silvicoltura a Meymac e Saint-Germain-en-Laye.
Terminati gli studi, ha svolto il servizio di cooperazione in sostituzione del servizio militare in Nuova Caledonia, come insegnante di matematica presso il seminario di Ponta. Tornato in Francia è entrato nel seminario di Issy-les-Moulineaux dove ha completato il primo ciclo di studi teologici. Ha compiuto il secondo ciclo al Saint Mary's Seminary and University di Baltimora e ha ottenuto un Master of Theology.
Il 31 marzo 1974 è stato ordinato diacono per l'arcidiocesi di Numea da monsignor Jean-Baptiste Brunon, vescovo di Tulle. Il 22 giugno 1974 è stato ordinato presbitero a Saint-Étienne da monsignor Brunon. In seguito è stato vicario parrocchiale presso la chiesa votiva di Numea dal 1974 al 1975, cappellano dei collegi e delle scuole superiori di Numea e responsabile della comunicazione dell'arcidiocesi dal 1974 al 1986, vicario parrocchiale della cattedrale di San Giuseppe di Numea dal 1976 al 1978 e parroco della cattedrale di San Giuseppe di Numea dal 1979 al 1986. Nel 1986 è tornato in Francia. È stato quindi cappellano degli studenti dell'Institut catholique di Parigi dal 1987 al 1992, vicario parrocchiale della parrocchia di Saint-Pierre-de-Chaillot e di quella di Saint-Christophe de Javel a Parigi dal 1987 al 1990, rettore della cappella di Notre-Dame de Compassion a Parigi dal 1990 al 1992, parroco e decano della parrocchia di Saint-Ferdinand des Ternes e Saint-Therese de l'Enfant-Jésus a Parigi dal 1992 al 2001, cappellano degli oceaniani di Parigi dal 1992 al 2003, responsabile del catecumenato dell'arcidiocesi di Parigi dal 1997 al 2002 e rettore arciprete della cattedrale di Notre-Dame di Parigi dal 2001 al 2003.

### Ministero episcopale
Il 5 maggio 2003 papa Giovanni Paolo II lo ha nominato vescovo di Pontoise. Ha ricevuto l'ordinazione episcopale il 29 giugno successivo dal cardinale Jean-Marie Lustiger, arcivescovo metropolita di Parigi, co-consacranti il vescovo di Abomey René-Marie Ehouzou e l'arcivescovo metropolita di Numea Michel-Marie-Bernard Calvet.
Il 15 giugno 2012 papa Benedetto XVI lo ha nominato vescovo di Basse-Terre. Il 16 settembre successivo si è congedato dalla diocesi di Pontoise. Ha preso possesso della diocesi il 30 dello stesso mese.
Nell'aprile del 2018 ha compiuto la visita ad limina.
Il 13 maggio 2021 papa Francesco ha accolto la sua rinuncia per raggiunti limiti d'età.
In seno alla Conferenza episcopale di Francia è membro della commissione episcopale per la missione universale della Chiesa.

## Opinioni

### Guerra in Iraq
Ripetutamente, monsignor Riocreux ha denunciato la persecuzione dei cristiani iracheni, i caldei, che avrebbe lo scopo di accelerare l'esodo della popolazione. La sua ex diocesi di Pontoise e quella di Saint-Denis ospitano già 1350 famiglie caldee.

### Violenza a Villiers-le-Bel
Poche settimane dopo le rivolte urbane che hanno scosso la città di Villiers-le-Bel tra il 25 e il 28 novembre 2007, monsignor Riocreux si è recato a celebrare la messa di Natale in quella città invocando "pace nei nostri quartieri, pace nelle nostre famiglie, pace nel mondo".

### Dialogo interreligioso
Quando il presidente Jacques Chirac gli ha conferito le insegne cavaliere della Legion d'onore, il 1º maggio 2007, pochi giorni prima di lasciare la presidenza, ha ringraziato monsignor Riocreux "per la sua vita di convinzione nel dialogo interreligioso".

## Genealogia episcopale
La genealogia episcopale è:
- Cardinale Scipione Rebiba
- Cardinale Giulio Antonio Santori
- Cardinale Girolamo Bernerio, O.P.
- Arcivescovo Galeazzo Sanvitale
- Cardinale Ludovico Ludovisi
- Cardinale Luigi Caetani
- Cardinale Ulderico Carpegna
- Cardinale Paluzzo Paluzzi Altieri degli Albertoni
- Papa Benedetto XIII
- Papa Benedetto XIV
- Papa Clemente XIII
- Cardinale Marcantonio Colonna
- Cardinale Giacinto Sigismondo Gerdil, B.
- Cardinale Giulio Maria della Somaglia
- Cardinale Carlo Odescalchi, S.I.
- Vescovo Eugène de Mazenod, O.M.I.
- Cardinale Joseph Hippolyte Guibert, O.M.I.
- Cardinale François-Marie-Benjamin Richard
- Vescovo Marie-Prosper-Adolphe de Bonfils
- Cardinale Louis-Ernest Dubois
- Cardinale Georges-François-Xavier-Marie Grente
- Arcivescovo Marcel-Marie-Henri-Paul Dubois
- Cardinale François Marty
- Cardinale Jean-Marie Lustiger
- Vescovo Jean-Yves Riocreux